# Larisza Jevgenyjevna Lazutyina
Larisza Jevgenyjevna Lazutyina (oroszul: Лари́са Евге́ньевна Лазу́тина, Kondopoga, 1965. június 1. –) ötszörös olimpiai bajnok orosz sífutónő. 5 aranyérmet, 1 ezüstérmet és 1 bronzérmet szerzett a téli olimpiai játékokon. A 2002-es téli olimpiai játékokon a sífutás versenyszámban a 15 kilométer és az 5 kilométer távon diszkvalifikálva lett.
Borisz Nyikolajevics Jelcin Oroszország Hőse (oroszul: Геро́й Росси́йской Федера́ции) kitüntetéssel tüntette ki 1998-ban, mikor visszatért a téli olimpiáról.

## Életrajz
2007-ben szerezte meg PhD-fokozatát a Russian Presidential Academy of National Economy Ph.D degree Public Administration (oroszul: Российская академия народного хозяйства и государственной службы при Президенте Российской Федерации) oktatási intézménynél.